# ФК Германия Хельсинки
ФК Германия Хельсинки (нем. FC Germania Helsinki) — международный футбольный клуб в Хельсинки и культурное учреждение немцев в Финляндии. Клуб является членом Футбольной ассоциации Финляндии и входит в список официальных немецких учреждений в Финляндии. Первая команда «Германия» в 2022 году была переведена в «Нелонен» — Пятый дивизион системы футбольных лиг Финляндии. Вторая команда «Германия/Академия» играет в седмом дивизионе. Также есть команда стариков и детская секция. 

## История
Клуб был сформирован неофициалным в 2015 году немцами. Зарегистрированная ассоциация (фин. rekisteröity yhdistys) и член Футбольной ассоциации Финляндии с 2018 года. Сегодня в клубе около 60 членов, среди которых много иммигрантов из немецкоязычных регионов или финнов, имеющих семейные связи с Германией, Австрией или Швейцарией. Президент — Тим Бэккер.
Немецкий вратарь Томас Дене, выигравший в 2017 году и Чемпионат и Кубок финляндский лиги по футболу, является почетным членом клуба с момента основания. Два бывших австрийских профессионалы в настоящее время (2022) играют для клуба: Беньямин Бахлерь (Винер-Нойштадт) в первой команде и Эвальд Киблерь (Леобен) в втором.

## Клубная работа
Устав объединяет не только спортивные успехи, но и выполняет социальную и культурно-объединяющую функцию клуба. По этой причине регулярно проходят товарищеские встречи, например, против команды заключенных из тюрьмы в районе Сёрняйнен в 2015 году, против команды иракских беженцев в 2018 году, а также против различных национальных и международных команд парламентариев и дипломатов из Хельсинки, включая также Посольства России в Финляндии. Посольство Германии в Хельсинки ведёт FC Germania как немецкое учреждение в Финляндии. Клуб также входит в состав Немецко-финской торговой палаты и работает совместно c другими немецкими учреждениями в Финляндии, такими как Немецкий лутеранский приход в Евангелическо-лютеранской церкви Финляндии и Немецкая школа в Хельсинки, которая тоже явлается одим из спонсоров одежды игроков. В то же время членство в клубе открыто не только немцам, но и всем интересующимся, в независимости от гражданства и родного языка. В настоящее время (2021 г.) клуб насчитывает более 60 членов из более чем 15 стран мира. В первой команде текущий (2019/20) состав на 60% состоит из легионеров.